# Alisa u zemlji čudesa (2010.)
Alisa u zemlji čudesa (eng. Alice in Wonderland) fantastični je film Tima Burtona iz 2010. godine, snimljen po scenariju Linde Woolverton. Radnja filma je zasnovana na knjizi "Alisa u zemlji čudesa" Lewisa Carrolla. U glavnim su ulogama Mia Wasikowska, Johnny Depp, Helena Bonham Carter, Anne Hathaway, Crispin Glover, Michael Sheen i Stephen Fry.Alisa u zemlji čudesa je kombinacija igranog i računalno animiranog filma. Film je doživio premijeru 26. travnja 2010. na londonskom Odeon Leicester Squareu, a 5. ožujka u kinima u 3D i IMAX 3-D inačicama.

## Radnja
Devetnaestogodišnja Alice Kingsley pohađa zabavu na viktorijanskom posjedu ubrzo nakon smrti svog voljenog oca. Zapaža bijelog zeca koji nosi prsluk i džepni sat. U šoku i zbunjenosti, ona otrči u labirint i slijedi bijelog zeca. Zatim padne u zečju rupu i nađe se u zemlji čudesa. Već je bila ondje prije 12 godina, ali je to zaboravila. Rečeno joj je da je jedina osoba koja može ubiti Jabberwockyja, zmaja koji terorizira stanovnike zemlje pod vlašću crvene kraljice.

## Glazbeni zapisi filma
Objavljena su dva glazbena zapisa filma. Prvi je Alice in Wonderland: Original Motion Picture Soundtrack koji sadržava originalne skladbe iz filma, a sve pjesme je skladao Danny Elfman. Drugi album, nazvan Almost Alice sadržava skladbe zasebnih izvođača. Prvi singl s albuma, "Alice", koji izvodi Avril Lavigne, objavljen je 27. siječnja 2010. Oba albuma objavljena su 2. ožujka 2010. godine.

## Vanjske poveznice
- Službena stranica
- Alisa u zemlji čudesa u internetskoj bazi filmova IMDb-a
- Alisa u zemlji čudesa  Arhivirana inačica izvorne stranice od 8. ožujka 2010. (Wayback Machine) na Allmovieju
- Alisa u zemlji čudesa na Box Office Mojou
- Alisa u zemlji čudesa na Rotten Tomatoesu
- Alisa u zemlji čudesa  Arhivirana inačica izvorne stranice od 6. ožujka 2010. (Wayback Machine) na Metacriticu